# Sighnaghi (distrikt)
Sighnaghi (georgiska: სიღნაღის მუნიციპალიტეტი, Sighnaghis munitsipaliteti) är ett distrikt i Georgien. Det ligger i regionen Kachetien, i den östra delen av landet. Administrativt centrum är staden Sighnaghi.